# Hans Hermann Henrix

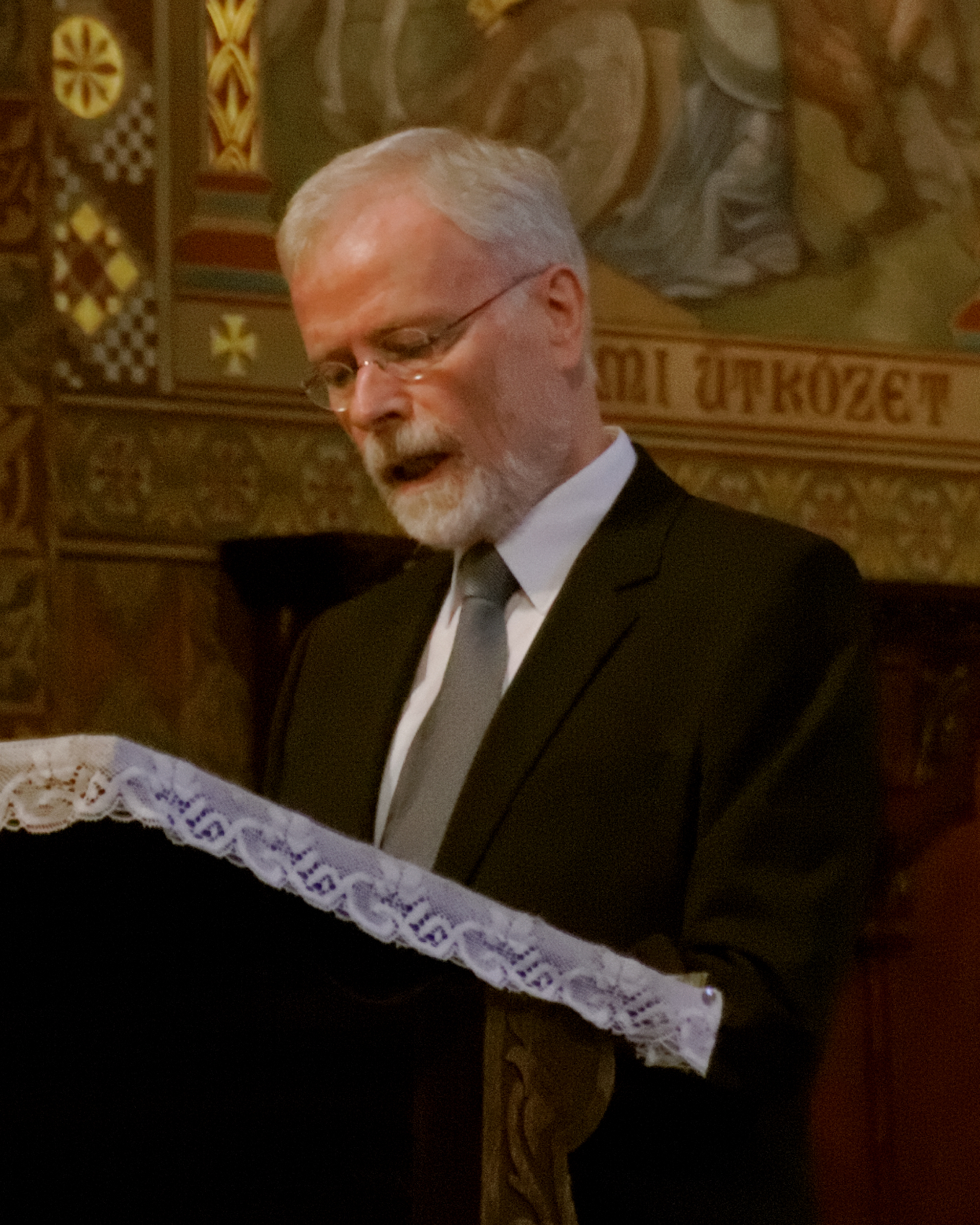
Hermann Henrix in der Matthiaskirche Budapest 2013

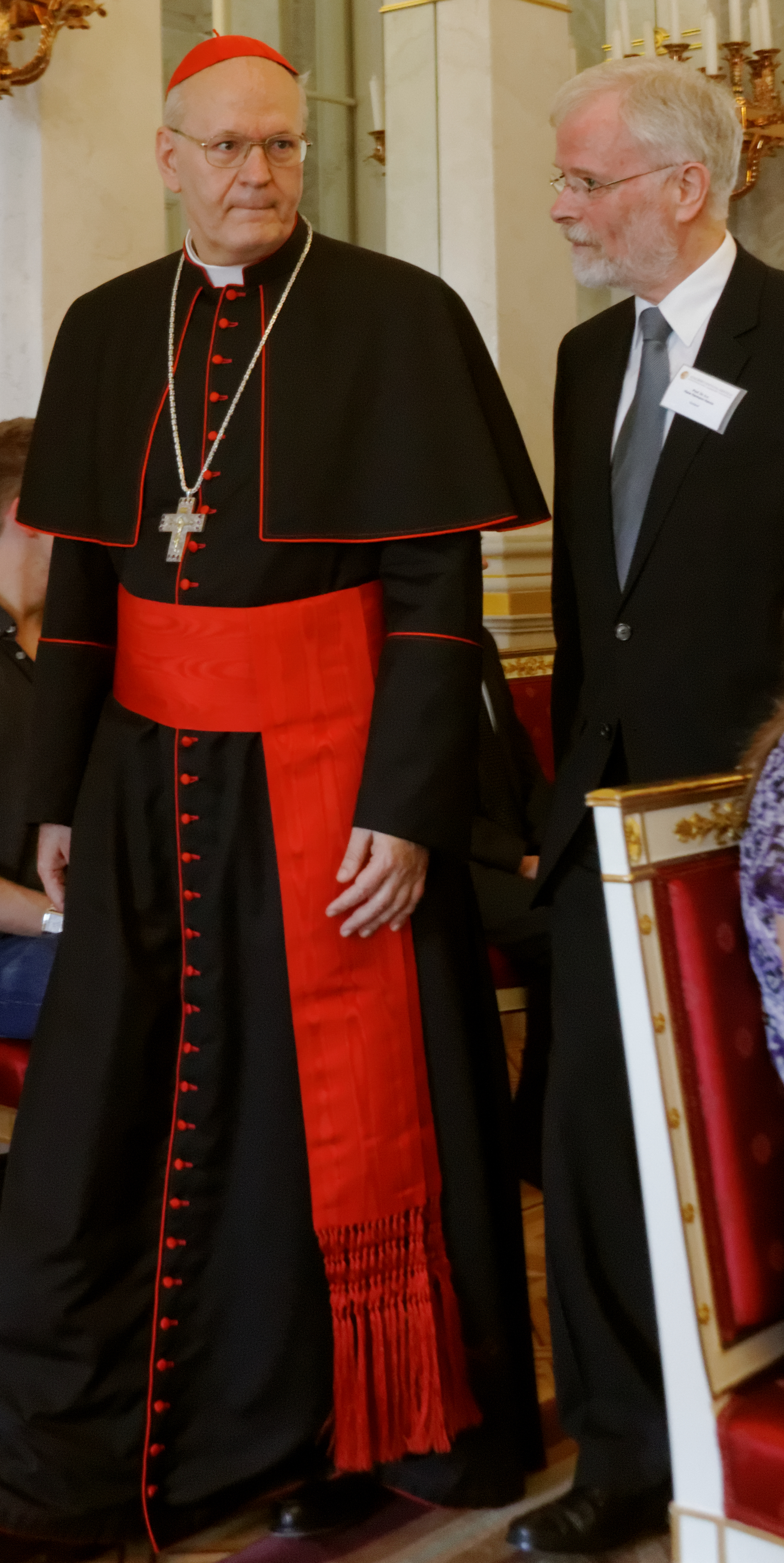
Hans Hermann Henrix mit Kardinal Erdő 2013

Hans Hermann Henrix (* 21. November 1941 in Schwalmtal, Niederrhein) ist ein deutscher römisch-katholischer Theologe.

## Biografie
Henrix besuchte von 1952 bis 1958 das Progymnasium St. Wolfhelm Waldniel. Er studierte Wirtschaftswissenschaften in Köln sowie Philosophie und Theologie in Frankfurt, Innsbruck und Münster. Seine berufliche Laufbahn begann er 1969 als Dozent für Theologie und Ökumene an der Bischöflichen Akademie des Bistums Aachen. 1988 berief ihn der damalige Aachener Bischof Klaus Hemmerle zum Direktor der Akademie. In dieser Funktion war Henrix bis zu seiner Pensionierung am 30. November 2005 tätig.
Von 1985 bis 1987 war H. H. Henrix katholischer Präsident des Deutschen Koordinierungsrates der Gesellschaften für christlich-jüdische Zusammenarbeit.
Schwerpunktmäßig beschäftigte er sich insbesondere mit den Fragen des Verhältnisses von Christentum und Kirche zum Judentum. Von 1979 bis 2016 war er Mitglied der Arbeitsgruppe der Deutschen Bischofskonferenz „Fragen des Judentums“ bzw. der Unterkommission für die „religiösen Beziehungen zum Judentum“. Am 16. Januar 2003 ernannte ihn Papst Johannes Paul II. zum Konsultor der Kommission für die religiösen Beziehungen zu den Juden. Papst Benedikt XVI. berief ihn mit der von Kardinalstaatssekretär Tarcisio Bertone unterzeichneten Urkunde vom 18. März 2008 erneut in dieses Amt. Auf eigenen Wunsch von Henrix sah Papst Franziskus von einer weiteren Berufung ab, so dass Henrix am 19. Februar 2014 aus diesem Amt schied. Sein Nachfolger wurde der in Salzburg lehrende Theologe Gregor Maria Hoff.
Henrix ist Autor und Herausgeber vieler Bücher. Darüber hinaus schrieb er mehr als 260 Artikel, Essays und Beiträge für Sammelbände und Zeitschriften und gehört mehreren Herausgebergremien theologischer Fachzeitschriften an. Er ist Honorarprofessor an der Universität Salzburg, hatte eine Professurvertretung an der RWTH Aachen sowie eine Gastprofessur an der Universität Salzburg und ist Mitglied in Wissenschaftsbeiräten von Universitäten. Er vertritt die Deutsche Bischofskonferenz im Beirat der Internationalen Martin-Buber-Stiftung ist Vorsitzender des Beirats und gilt als einer der bedeutendsten lebenden Förderer des Dialogs zwischen Juden und Christen im Bereich der katholischen Kirche.
Er ist Mitglied des Vorstands der Adalbert-Stiftung. Henrix ist verheiratet und hat drei Kinder.

## Ehrungen
Die Universität Osnabrück verlieh ihm am 25. Mai 2000 die Würde eines Dr. phil. h. c., gemeinsam mit seinem wichtigen jüdischen Gesprächspartner, dem kanadischen Rabbiner Erwin Schild. Im Mai 2009 verlieh die Universität Salzburg Henrix den Titel des Honorarprofessors.

## Werke (Auswahl)
- Europe: A Continent of Dialogue. Thinkers and Ideas in Judaism and Christianity (= Europäischer Dialog der Adalbert-Stiftung). Adalbert-Stiftung, Krefeld 2009, ISBN 978-979-95200-4-3.
- Adalbert von Prag, Brückenbauer zwischen dem Osten und Westen Europas, (Schriften der Adalbert-Stiftung, Band 4),  Nomos, Baden-Baden 1997, ISBN 3-7890-4834-8.
- Was berechtigt, in Xanten von einer Märtyrermemoria zu sprechen? in: Trierer Theologische Zeitschrift Nr. 84, S. 216–235. 1976, ISSN 0041-2945.
- Hans Hermann Henrix: "Bist du der Kommende, oder sollen wir einen anderen erwarten?" (Mt 11,2). Unser Christusglaube und die jüdische Messiashoffnung
- Nostra Aetate - ein zukunftsweisender Konzilstext: die Haltung der Kirche zum Judentum 40 Jahre danach ISBN 3-9363-4250-4
- Gottes Ja zu Israel: ökumenische Studien christlicher Theologie ISBN 3-9363-4230-X
- Bischof Klaus Hemmerle (1929 – 1994): ein geistlicher Meister; ISBN 3-9363-4239-3
- Judentum und Christentum: Gemeinschaft wider Willen; ISBN 3-7867-8525-2
- Dialog oder Monolog?: zur liturgischen Beziehung zwischen Judentum und Christentum ISBN 3-4510-2208-7
- Miserere: Vorlage für einen Gedenkgottesdienst einer christlichen Gemeinde im Angesicht des jüdischen Volkes – insbesondere zum 9. November
- Fenster zur Welt: fünfzig Jahre Akademiearbeit in Aachen; ISBN 3-9363-4219-9
- Papst Johannes Paul II. und die Entwicklung Europas in der Zeit seines Pontifikats; ISBN 978-83-923994-7-6
- Die Kirchen und das Judentum. Band 1 und 2. Dokumente von 1945 – 1985 und von 1986 – 2000. Bonifatius, Paderborn 1988 bis 2001, ISBN 3-89710-155-6 und ISBN 3-89710-148-3
- Zuspruch aus fremden Quellen, Begegnungen mit Persönlichkeiten aus Judentum und Christentum (Topos Taschenbücher, Band 807) ISBN 978-3-8367-0807-4
- Christ Jesus an the Jewish People Today. New Explorations of Theological Interrelationships (Mitherausgeber); ISBN 978-0-8028-6624-0
- Perspektiven der Politik und Religion zur Versöhnung zwischen Ungarn und der Slowakei/A politika és a vallás perspektivái Magyarország és Szlovákia megbékésében (Europäischer Dialog der Adalbert-Stiftung); ISBN 978-963-08-3523-7
- Gesú Cristo e il poplo ebraico, Interrogativi per la teologia die oggi; ISBN 978-88-7653-662-5
- Christus im Spiegel anderer Religionen (Forum Christen und Juden Bd. 12), Lit-Verlag, Berlin – Münster 2014, ISBN 978-3-643-12618-4
- Israel trägt die Kirche - Zur Theologie der Beziehung von Kirche und Judentum (Forum Christen und Juden Bd. 17) Lit-Verlag, Berlin 2019, ISBN 978-3-643-14248-1
- Beschneidung und die Wiederentdeckung des Judeseins Jesu in der Christologie der Gegenwart, in: Jan-Heiner Tück (Hg.), Die Beschneidung Jesu. Was sie Juden und Christen bedeutet, Freiburg 2020, 217–233, ISBN 978-3-451-38643-5